# 인터락
인터락(interlock) 또는 인터로크는 2개의 매커니즘 또는 기능의 상태가 서로 의존하도록 만들어주는 기능이다. 유한 상태 기계에서 원치 않는 안전사고를 예방하기 위해 사용할 수 있으며 어떠한 전기적, 전자적, 기계적 장치나 시스템으로도 구성될 수 있다. 대부분의 환경에서는 기계가 조작자나 스스로에게 위해를 끼치지 못하도록 하기 위해 사용되며 이는 다른 요소의 상태로 인해 요소의 상태가 변경되는 것을 막음으로써 수행된다. 엘리베이터는 움직이는 엘리베이터에서 문을 열지 못하도록 인터락이 구비되어 있으며 개방문이 있는 정지형 엘리베이터가 움직이지 못하게 만든다. 전기 자동차에서는 인터락이 누전 차단기와 유사한 역할을 하며 차량 정비시 미리 해제함으로써 고전압에서의 감전 사고를 미연에 방지할 수 있다.

## 같이 보기
- 페일 세이프
- 연동 장치
- 업혀들어가기